# Kruisbloem (bouwkunde)

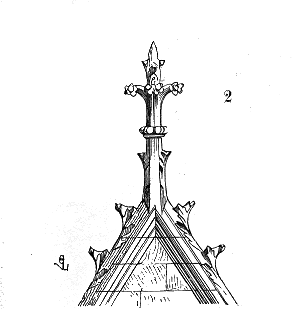
Illustratie van een kruisbloem ter versiering van de top van een gevel van Viollet-le-Duc uit 1856

Een kruisbloem is een gebeeldhouwd versieringselement in de vorm van een kruis en werd meestal gebruikt als de bekroning van pinakels, frontalen of geveltoppen uit de gotische bouwkunst. Het bestaat uit een smaller wordende stam (rond of prismatisch van vorm) die uitmondt in een ring of bladerkrans die uitbot in vier knoppen of hogels. Kruisbloemen dienen niet te worden verward met pironnen.

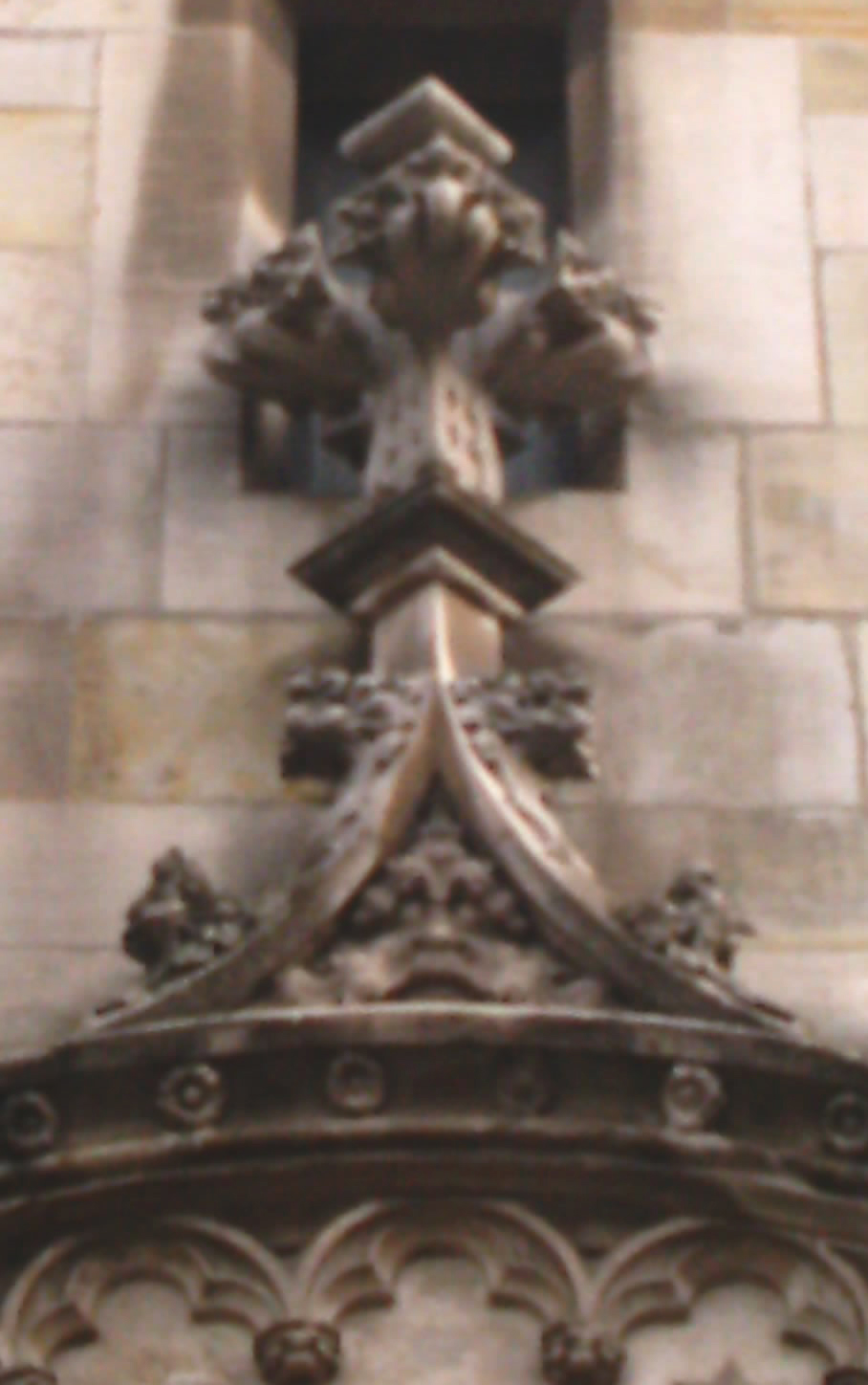
Kruisbloem op het stadhuis van Aken